# Cao Xuân Tài
Cao Xuân Tài (sinh năm 1995) là một nam người mẫu, diễn viên, người dẫn chương trình người Việt Nam. Anh từng đoạt giải Á quân tại Vietnam Fitness Model 2017. Năm 2018, Xuân Tài đại diện Việt Nam tham gia và xuất sắc giành chiến thắng tại cuộc thi Man of the World.

## Đầu đời
Cao Xuân Tài, sinh năm 1995, tại Đà Nẵng. Anh tốt nghiệp Đại học Thể dục thể thao Đà Nẵng. Xuân Tài từng làm những công việc khó nhọc để kiếm tiền phụ giúp gia đình, từ phụ hồ đến phục vụ quán cà phê, tiệc cưới.... Thậm chí, có lúc anh quyết định bán máu để có thêm kinh phí trang trải. Sau 3 năm vào Sài Gòn lập nghiệp, Cao Xuân Tài đã có được những thành công nhất định.

## Sự nghiệp

### Vietnam Fitness Model 2017
Năm 2017, Cao Xuân Tài tham gia cuộc thi Vietnam Fitness Model và đoạt giải Á quân 1. Anh cũng được ban tổ chức cuộc thi này chọn làm đại sứ chính thức của Vietnam Fitness Model 2019.

### Man of The World 2018
Năm 2018, Xuân Tài được cấp phép đại diện Việt Nam tham dự cuộc thi Man of The World. Trong đêm chung kết diễn ra tại Philippines, Cao Xuân Tài xuất sắc đăng quang ngôi vị Nam vương cùng 4 Giải phụ do khán giả và nhà tài trợ bình chọn.

### Người nghệ sĩ đa tài
Năm 2018, Xuân Tài đạt giải Á quân cuộc thi Người nghệ sĩ đa tài của Đài truyền hình Vĩnh Long.

## Hoạt động khác

### Giám khảo
Năm 2021, Xuân Tài làm giám khảo tại đêm chung kết cuộc thi "Nét đẹp Sinh viên Du lịch 2020" do Trường Đại học Ngoại ngữ - Tin học Thành phố Hồ Chí Minh tổ chức.

### Dẫn chương trình
Xuân Tài còn thử sức ở lĩnh vực người dẫn chương trình. Anh đã có những tháng ngày miệt mài học hỏi, rèn luyện các kỹ năng sân khấu, dẫn dắt chương trình cùng những chuyên gia và các đàn anh, đàn chị đi trước.

### Diễn xuất
Năm 2019, Cao Xuân Tài tham gia diễn xuất trong video âm nhạc "Nghe nói anh sắp kết hôn" của Văn Mai Hương và Bùi Anh Tuấn. Năm 2021, anh vào vai Trí trong bộ phim điện ảnh "Võ sinh đại chiến" của đạo diễn, nhà sản xuất Bá Cường.